# Ocidentalismo
Ocidentalização é um processo por que sociedades não ocidentais recaem sob a influência da cultura ocidental em questões tais como indústria, tecnologia, lei, política, economia, estilo de vida, dieta, língua,  religião ou valores ocidentais. A ocidentalização tem sido percebida como uma influência disseminada e aceleradora através do mundo nos últimos séculos. Geralmente, é um processo bilateral, no qual às influências e interesses ocidentais junta-se o desejo de pelo menos algumas partes da sociedade afetada, de mudar no rumo de uma sociedade mais ocidentalizada, na esperança de alcançar um padrão de vida ocidental ou alguns aspectos dele.
A ocidentalização também pode ser relacionada ao processo de aculturação. A aculturação refere-se às mudanças que ocorrem dentro de uma sociedade ou cultura quando dois grupos diferentes entram em contato direto contínuo. Depois do contato, as mudanças nos padrões culturais numa cultura ou em ambas são evidentes. Popularmente, a ocidentalização pode também referir-se aos efeitos da expansão do Ocidente e do colonialismo sobre sociedades nativas.
Por exemplo, nativos que adotaram línguas europeias e costumes ocidentais característicos são chamados de "aculturados" ou "ocidentalizados". A ocidentalização pode ser forçada ou voluntária, dependendo da situação do contato.
Diferentes graus de dominação, destruição, resistência, sobrevivência, adaptação e modificação da cultura nativa podem seguir-se a um contato interétnico. Numa situação onde uma cultura nativa vivencia a destruição como resultante do contato com um intruso mais poderoso, frequentemente uma "fase de choque" é o resultado do encontro. Esta fase de choque é especialmente característica durante interações envolvendo épocas expansionistas ou colonialistas. Durante a fase de choque, a repressão civil usando forças militares pode levar a um colapso cultural ou etnocídio, o qual é a extinção física de uma cultura. De acordo com Conrad Phillip, os ocidentais "tentarão refazer a cultura nativa à sua própria imagem, ignorando o fato de que os modelos culturais que eles criaram são inadequados para ambientes fora da civilização ocidental".

## Definição de Ocidente

### Territorial

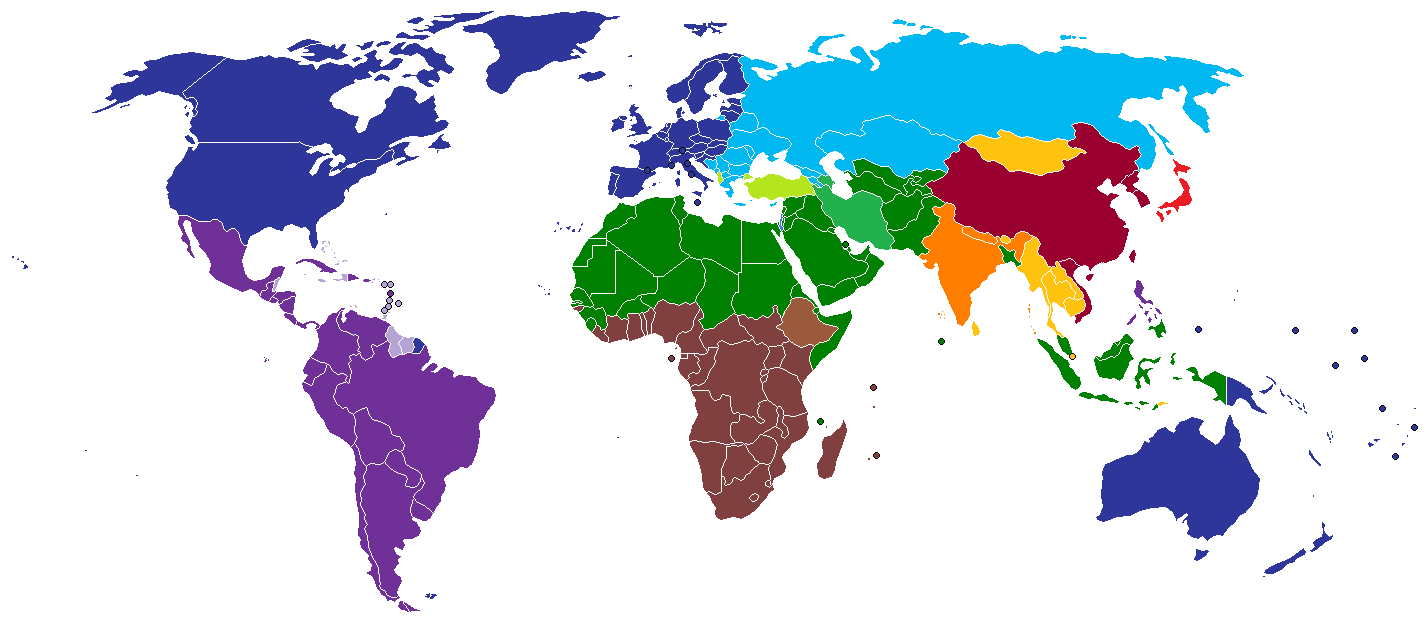
Várias definições de Ocidente:
Países desenvolvidos da América do Norte, Europa, Austrália e Nova Zelândia (sempre considerados como Ocidente), bem como membros da União Europeia.
América Latina, colonizada por países europeus (Portugal, Espanha e outros) mas com significativas influências culturais nativas também.
Outros estados de Europa
Japão - país desenvolvido da Ásia oriental, às vezes considerado "ocidental"

O ocidente foi, originalmente, definido como sendo a Europa. Os antigos romanos faziam distinção entre culturas orientais que habitavam territórios do Egito e a Turquia modernos e culturas ocidentais que viviam no oeste. Mil anos mais tarde, o Grande Cisma do Oriente separou a Igreja Católica da Igreja Ortodoxa (oriental). A definição de "ocidental" mudou, visto que o oeste recebeu influências diversas e espalhou-se por outras nações. Eruditos islâmicos e bizantinos juntaram-se ao cânon ocidental quando seus estoques de literatura grega e romana deram início à Renascença. O ocidente expandiu-se para incluir a Rússia quando Pedro, o Grande trouxe novas ideias da França. Hoje, a maioria dos usos modernos do termo referem-se à sociedades da Europa Ocidental e Central e seus descendentes genealógicos, linguísticos e filosóficos próximos. Isto tipicamente inclui aqueles países cuja identidade étnica e cultura dominante são derivados da cultura europeia.

### Pessoas
Um ponto de vista diferente sobre o mundo ocidental é que ele não seria definido por seu território, mas por seu povo, visto que este tende a diferenciar-se num mundo crescentemente globalizado. Esta abordagem destaca a presença de populações não ocidentais em países de maioria ocidental e vice-versa. Os bôeres, por exemplo, podem ser considerados como habitantes ocidentais da África do Sul.

### Diferenças
Seria incorreto considerar o mundo ocidental como um bloco monolítico, visto que existem muitas diferenças culturais, linguísticas, religiosas, políticas e econômicas entre os vários países ocidentais e suas populações. O próprio conceito de mundo ocidental tem mudado gradualmente ao longo do tempo.